# Szamárköhögés
A szamárköhögés vagy pertussis súlyosan fertőző bakteriális betegség. Kezdetben a tünetei megegyeznek az orrfolyással, lázzal és enyhe köhögéssel járó megfázáséval. Ezt később hetekig tartó súlyos köhögési rohamok követik, amelyek után a szamárbőgésre emlékeztető magas hang vagy zihálás fordul elő általában belégzéskor. A köhögés 10 hétig vagy még tovább is eltarthat, ezért nevezik a betegséget bizonyos kultúrkörökben „100 napos köhögésnek” is. A beteg köhögése annyira súlyos lehet, hogy ez erőlködéstől hányhat, bordája törhet vagy kimerülhet. Az egyévesnél fiatalabb csecsemőknél előfordulhat, hogy csak kicsit vagy egyáltalán nem is köhögnek, hanem helyette időnként légzéskimaradás tapasztalható náluk. A megfertőződés és a tünetek megjelenése között általában 7-10 nap telik el. A betegséget az is elkaphatja, akit korábban beoltottak, de a tünetei jellemzően enyhébbek lesznek.
A szamárköhögést a Bordetella pertussis baktérium okozza. Ez cseppfertőzéssel terjedő betegség, amely a fertőzött személy köhögésével vagy tüsszentésével könnyen terjed. A beteg ember a tünetek megjelenésétől kb. a köhögési rohamok harmadik hetéig fertőző. Az antibiotikummal kezelt betegek a gyógyszer beadása után öt nappal már nem fertőznek. A betegséget a torok és orrnyálkahártya hátsó felszínéről gyűjtött mintából lehet pontosan diagnosztizálni. A minta vizsgálható tenyésztéssel vagy PCR (polimeráz-láncreakció) vizsgálattal.
A betegséget megelőzni pertussis elleni védőoltással lehet. Az alapoltásokat ajánlott 6-8 hetes korban elkezdeni, amelyből a gyermek 2 éves koráig négy oltást kell kapnia. Az oltás hatékonysága idővel csökken, ezért javasolt újabb adagok beadása a idősebb gyermekeknek és felnőtteknek. A betegség antibiotikum kezeléssel megelőzhető azoknál, akiknél fennáll a fertőződés veszélye, vagy fennáll a kockázata annak, hogy a betegség súlyos lefolyású lesz. Azoknál, akik már betegek akkor hatékony az antibiotikum, ha az első tünetek megjelenését követő 3 héten belül elkezdődik a kezelés, egyébként a legtöbb esetben csak minimális hatása van. Az egyévesnél fiatalabb csecsemők és a várandósok között a tünetek megjelenését követő 6 hétig ajánlott. A következő antibiotikumok jöhetnek szóba: erythromycin, azithromycin, clarithromycin vagy trimethoprim/sulfamethoxazole. Kevés bizonyíték áll rendelkezésre, amely alátámasztja, hogy a gyógyszerek hatékonyak a köhögésre. Számos egy éven aluli csecsemő kórházi kezelést igényel.
Az évente világszerte megfertőződött betegek számát 16 millióra becslik. A legtöbb eset a fejlődő országokban fordul elő és bármelyik korosztályt érintheti. 2013-ban 61 000 halálos áldozatot követelt – ami csökkenés az 1990-ben jelentett 138 000 halálesethez képest. A fertőzést elkapott egyévesnél fiatalabb csecsemők majdnem 0,5%-a meghal. Az első járványokat a XVI. században írták le. A betegséget okozó baktériumot 1906-ban fedezték fel. A szamárköhögés elleni védőoltás az 1940-es években vált elérhetővé.

## Tünetei
A szamárköhögés klasszikus tünetei a köhögési rohamok, szamárbőgésre emlékeztető húzós belégzési hang, ájulás vagy hányás a köhögések után. A pertussis által okozott köhögés okozhat: szubconjunctivális bevérzést (a kötőhártyában ill. alatta történő vérzés), bordatörést, vizelettartási problémát, sérveket és az arteria vertebralis dissectióját (gerinc menti verőér repedés). Az intenzív köhögés a mellhártya repedését is okozhatja, amely légmell kialakulásához vezet. A köhögési roham utáni hányás vagy a belégzés során hallatszó szamárbőgésre emlékeztető hang a köhögések alkalmával majdnem megkétszerezi annak az esélyét, hogy a tüneteket a szamárköhögés okozza. A köhögési rohamok vagy a köhögést követő hányás hiánya esetén felére csökken a pertussis esélye.
A betegség általában enyhe, felső légúti tünetekkel, enyhe köhögéssel, tüsszögéssel és orrfolyással kezdődik. Ezt hurutos szakasznak is szoktuk nevezni. 1-2 hét múlva klasszikus esetben a köhögés kontrollálhatatlan rohamokká válik, amely 5-10 erőltetett köhögésből áll, amelyet kicsi gyermekeknél magas frekvenciájú, szamárbőgésre emlékeztető hangos belégzés követ, nagyobbaknál pedig belégzéskor ziháló hang. Ezt nevezzük a paroxizmus szakaszának.
A köhögési rohamok jöhetnek spontán vagy kiválthatja egy ásítás, nyújtózkodás, nevetés, evés vagy kiabálás. Jellemzően csoportokban törnek rá a betegre és a nap folyamán kb óránként több epizód tapasztalható. Ez a szakasz általában 2-8 hétig tart, de néha tovább. A tünetek csillapodásával és fokozatos megszűnésével jellemezhetjük a harmadik szakaszt (rekonvaleszcens szakasz), amely általában 1-4 hétig tart. Ebben a szakaszban csökken a köhögési rohamok száma és súlyossága, és megszűnik a hányás. A szamárbőgésre emlékeztető belégzési hang még egy jó darabig eltarthat azután, hogy a betegség tünetei elmúltak.

### Inkubációs időszak
A fertőződés és a tünetek megjelenése között átlagosan 7-14 nap telik el (6-20 nap között változhat), nagyon ritka esetben akár 42 nap is lehet.

## Kórokozója

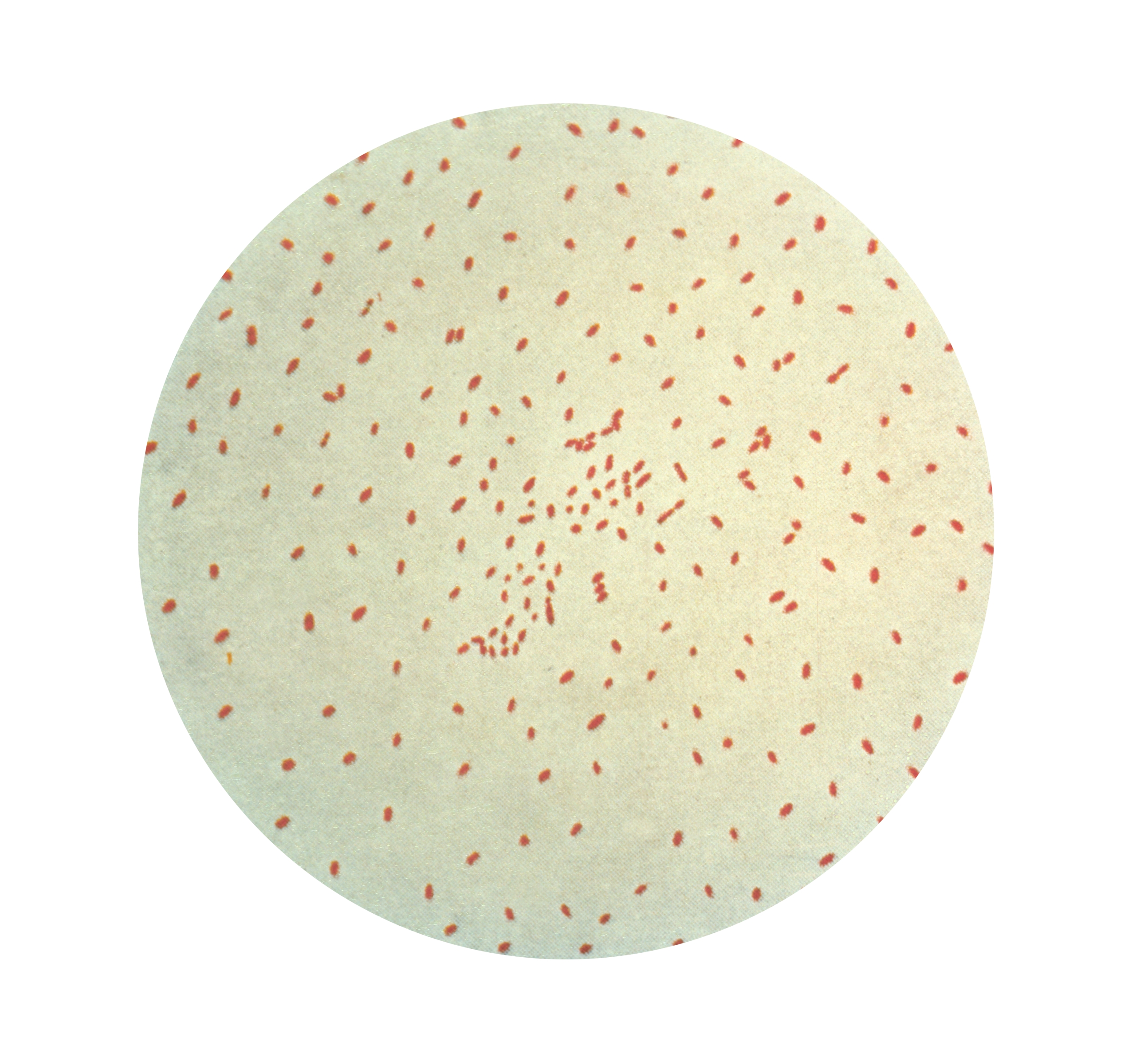
Bordetella pertussis fénymikroszkópban (Gram-festés)

A betegség kórokozója a Bordetella pertussis baktérium. Cseppfertőzéssel terjed, a beteg köhögésével és tüsszentésével könnyedén a levegőbe kerül.

### Elterjedése az állatok között
Az 1910-es években még bizonytalanság övezte azt, hogy vajon a B. pertussis és a szamárköhögés zoonózis-e, vagyis állatról emberre terjedő betegség-e, azonban az 1930-as években kiderült, hogy a baktérium elveszítette a virulenciáját (fertőzőképességét) miután egymás után többször átoltották agar táptalajra. A jelenség magyarázatot adott arra is, hogy miért okozott nehézséget a különböző kutatások eredményeinek reprodukálása: a baktérium pre-inokulációs (kórokozó bevitel előtti) kezelésére a kutatóknak nem volt standardizált módszerük.
Ma már ismert, hogy legalább néhány főemlős faj fogékony a B. pertussis-ra és nagy a valószínűsége annak, hogy már kis inokulációs adagok alkalmazásakor kialakulnak náluk a szamárköhögés klinikai tünetei. A baktérium jelen lehet vadon elő állatok populációiban, ugyan ezt laboratóriumi vizsgálatokkal még nem igazolták, a szamárköhögés ismert a vadon élő gorillák körében. Számos állatkertben régóta rutinszerűen oltják a főemlősöket szamárköhögés ellen.

## Felismerése
Általában teljes vérkép vizsgálatot rendelnek el. A lymphocitózis (a fehérvérsejtek felszaporodása a vérben) általában diagnosztikus jelként utalhat a szamárköhögésre, de nem specifikus.
A laboratórium diagnosztikai módszerek közé tartozik a torokváladékból vett kenet tenyésztése Gordet-Gengou táptalajon, PCR vizsgálat , közvetlen fluorescens antitest vizsgálat (DFA) vagy szerológiai módszerek (pl. komplement fixációs eljárás). A baktériumokat csak a betegség első három hetében lehet kinyerni a betegből. Ezen időszak után már hiábavaló tenyésztéssel, DFA vizsgálattal próbálkozni, a PCR vizsgalálatnak lehet még korlátozott haszna további 3 héten át.
Hetek óta beteg felnőtteknél és serdülőknél a szerológiai vizsgálat használható annak meghatározására, hogy van-e magas antitest koncentráció a pertussis toxin vagy a B. pertussis egyéb virulencia faktorai ellen a vérben. Ebben a szakaszban a betegek már jó néhány hete fertőzőek és számos embernek továbbadhatták a betegséget. Emiatt a felnőttek számára, akiket ugyan a szamárköhögés nem érint súlyosan, egyre inkább javasolt, hogy oltassák be magukat.
A B. parapertussis hasonló, de enyhébb lefolyású betegséget okoz.

## Megelőzése
A szamárköhögés megelőzésének elsődleges eszköze a védőoltás. Nincs elegendő bizonyíték az antibiotikumok hatékonyságának a meghatározására azoknál, akik megfertőződtek, de tünetek nélkül estek át a betegségen. A megelőző antibiotikum kezelést ugyanakkor még széles körben használják azoknál, akik megfertőződhettek és nagy a kockázata annak, hogy súlyos lefolyású lesz a betegség (például fiatal csecsemőkben).

### Oltás
A szamárköhögés ellen vakcinák hatékonyan előzik meg a megbetegedést, az Egészségügyi Világszervezet (WHO) és az USA Az amerikai Betegségmegelőzési és Járványügyi Központja (CDC) javasolja a rutinszerű használatukat. A becslések szerint 2002-ben 500 000 emberéletet mentettek meg a védőoltások.
A többkomponensű acelluláris (sejtet nem tartalmazó) pertussis vakcina hatékonysága 71-85%, a súlyosabb lefolyású betegséget okozó törzsekre a hatékonysága jobb. A szamárköhögés a széles körű vakcinahasználat ellenére is fennmaradt az oltott populációban, és ma nyugati országokban az egyik leggyakoribb védőoltással megelőzhető betegség. A pertussis fertőzések visszatérése a XXI. században a védőoltás által nyújtott immunitás csökkenésének és a baktérium mutációjának köszönhető, amely megpróbálja kijátszani a védőoltást.
Az oltás nem nyújt életre szóló védelmet, egy 2011-es CDC vizsgálat kimutatta, hogy a védettség csak 3-6 évig tarthat. Ez lefedi a gyermekkort, amikor a legnagyobb annak az esélye, hogy a betegséggel találkozik, és amikor a legnagyobb a kockázata a szamárköhögés által okozott halálozásnak.
A társadalom széles körű immunizációja következményeként a bejelentett fertőzéses esetek az 1-9 éves gyermekekről áttevődtek a serdülők és felnőttek korcsoportjára; amikor is a serdülők és felnőttek a B. pertussis reservoir (hordozói) lesznek és megfertőzik azokat a csecsemőket, akik még kevesebb, mint három oltást kaptak.
A fertőzés átvészelése sem alakít ki teljes természetes védettséget, így idővel annak a védőhatása is csökken. Egy 2005-ös vizsgálat becslése alapján a betegség átveszelése után kialakuló védettség kb 7-20 évig tart. Az eredménybeli különbségek a fertőzést okozó B. pertussis különböző szintjeivel, a surveillance rendszerekben és az esetdefiníciókban adódhattak. A vizsgálat azt állítja, hogy a védőoltás beadása után a védettség 4-12 év múlva szűnik meg. A védőoltás beadása alóli felmentések hatására növekedni látszik az esetszám.
Mind a WHO, mind a CDC úgy találta, hogy az acelluláris pertussis vakcina hatékony a betegség megelőzésére, de csak korlátozott hatása van magára a betegségre és a fertőzés továbbadására, ami azt jelenti, hogy az oltott emberek is tünetmentes hordozói lehetnek a kórokozónak.

## Kezelése
Az antibiotikumok közül jellemzően az erythromycin, clarithromycin vagy azithromycin használata javasolt a kezelésre. Az újabb makrolideket gyakrabban javasolják, mert kevesebb mellékhatást okoznak. Azoknál, aki a kezelés első vonalában használatos szerekre allergiásak vagy azoknál a gyerekeknél, akiknél fennáll a kockázata, hogy a makrolidektől gyomorzár szűkületük (pylorus stenosis) lesz, a trimethoprim-sulfamethoxazole (TMP-SMZ) használható.
Észszerű szabály, hogy az 1 évesnél idősebbeket a köhögés kezdete utáni 3 héten belül valamint az 1 éven aluli és várandós nőket a köhögés kezdete utáni 6 héten belül kell kezelni. Amennyiben a betegnél későn diagnosztizálják a szamárköhögést, az antibiotikum már nem fogja megváltoztatni a betegség lefolyását és antibiotikum használata nélkül sem lesz már fertőző. Amennyiben az antibiotikum időben kerül felhasználásra, csökkenhető a fertőzőképesség időtartama, így megakadályozható a fertőzés továbbadása. A rövid antibiotikum kúra (3-5 napos azitromicin kezelés) ugyanolyan hatékonyan számolja fel a B. pertussis-t, mint a hosszú kúra (10-14 napos erythromycin kezelés), de kevesebb és kevésbé súlyos mellékhatással.
A szamárköhögéses betegek már a hurutos szakasz elejétől fertőzőképesek (orrfolyás, tüsszögés, kis láz, a megfázás tünetei) egészen a köhögési rohamok kezdetétől számított 3 hétig (sok, gyors köhögés) vagy a hatékony antibiotikumos kezelés kezdetét követő 5 napig.
A szamárköhögés okozta köhögés kezelésére még nincs hatékony gyógymód.

## Prognózis
A szamárköhögés szövődményeként a leggyakrabban kialakuló szövődmények: tüdőgyulladás , hörghurut , agyvelő-bántalom (encephalopátia), fülfájás és görcsök. A legtöbb egészséges nagy gyermek és a felnőttek teljesen meggyógyulnak, de a kockázati csoportba tartozók esetén nagyobb a kockázata a megbetegedésnek és halálozásnak.
Az újszülöttek fertőzése különösen súlyos. Az USA-ban a kórházba került egy éven aluli csecsemők 1,6%-ánál halálos volt a betegség. Az első életévükben járó gyerekeknél szintén nagyobb az esély szövődmények kialakulására, mint például a tüdőgyulladás (20%), agyvelőbántalom (0,3%), görcsök (1%), gyarapodás elmaradása és halál (1%) – ami valószínűleg annak tulajdonítható, hogy a baktérium képes elnyomni az immunrendszer működését. A pertussis súlyos, a köhögési rohamok által kiváltott oxigénhiányt (hypoxia) tud okozni, és a kórházi kezelésre szorult gyermekek 50%-ánál fordul elő átmeneti légzésmegállás (apnoe). 1990 és 2010 között jelentős mértékben nőtt a szamárköhögés által okozott halálesetek száma a gyermekeknél.

## Epidemiológiája
A szamárköhögés világszerte évi 48,5 millió embert érint. Egy 2013-as becslés szerint 61 000 halálesetet okozott, ami kevesebb, mint az 1990-ben jelentett 138 000 haláleset. Egy másik becslés szerint a betegség évi 195 000 gyermek halálát okozza világszerte. Történik ez az általában magas DPT és DTaP vakcinával átoltottsági arány ellenére. A szamárköhögés az egyik leggyakoribb oka a védőoltással megelőzhető betegségek által okozott haláleseteknek. Az esetek 90%-a a fejlődő országokban fordul elő.
A védőoltások bevezetése előtt az USA-ban átlagosan évi 178 171 esetet jelentettek, az esetek száma 2-5 évente kiugróan magas volt, és a jelentett esetek több mint 93%-a 10 éven aluli gyermeknél fordult elő. A valódi incidencia valószínűleg ennél jóval magasabb volt. A védőoltások 1940-es évekbeli bevezetése után 1976-ra a szamárköhögés incidenciája drámai mértékben kevesebb, mint 1000 esetre csökkent. Az 1980-as évektől újra nőni kezdett az esetek előfordulási aránya. 2012-ben az USA-ban 41 880 ember fertőződött meg; ami 1955 óta a legmagasabb érték, amikor is 62 786 esetet jelentettek.
A szamárköhögés az egyetlen védőoltással megelőzhető betegség az USA-ban, amely egyre több halálesetet okoz. 1996-ban 4 haláleset fordult elő, míg 2001-ben már 17, majdnem mindegyikük 1 évesnél fiatalabb csecsemő volt. Kanadában a pertussis fertőzések száma 2000 és 10 000 között változott az elmúlt 10 évben, és Torontóban ez a leggyakoribb védőoltással megelőzhető betegség.
2009-ben Ausztráliában átlagosan 10 000 esetről számoltak be, és az esetek száma nőtt. Az USA-ban a felnőttek körében jelentősen megnőtt a szamárköhögéses esetek száma 2004 óta.

### Járványok az USA-ban
2010-ben 10 csecsemő halt meg Kaliforniában és az egészségügyi hatóságok járványt jelentettek be, amely 9120 esettel járt. Azt tapasztalták, hogy az orvosok a többedik látogatás alkalmával sem tudtak helyes diagnózist felállítani a gyermek állapotára vonatkozóan. A statisztikai analízis jelentős átfedést mutatott ki társadalmi csoportokon belül az oltás alól nem egészségügyi okból felmentett gyermekek csoportja és az esetek előfordulása között. A felmentések száma nagymértékben különbözött a társadalomban, de jellemzően csoportokba összpontosult. Néhány iskolában a szülők majd’ ¾-e nyújtott be felmentési kérelmet a védőoltások beadása alól. Ez az adat az sugallja, hogy a védőoltások beadásának nem orvosi okból történt elutasítása és a személyes meggyőződés súlyosbította a járványt. A további okok között lehet a jelenlegi vakcina korlátozott ideig tartó védőhatása és az, hogy az oltott felnőttek és idősebb gyermekek nem kaptak emlékeztető oltást.
2012. április és május hónapban Washingtonban is elérte a szamárköhögés a járványos szintet, 3308 megbetegedést okozott. 2012. decemberben Vermont államban nyilvánították járvánnyá az 522 megbetegedést okozó fertőzést. Wisconsinban a legmagasabb volt az előfordulási arány, 3877 esettel, de ez még nem érte el a hivatalos járványküszöböt.

## Története

### Felfedezés
A B. pertussis-t 1906-ban fedezte fel Jules Bordet és Octave Gengou, akik kifejlesztették az első szerológiai vizsgálatot és védőoltást. Az erőfeszítések az inaktivált, teljes sejtes vakcina kifejlesztésére még ugyanabban az évben elkezdődtek, amikor képesek lettek tenyészteni a B. pertussis-t. Az 1920-as években Louis W Sauer gyengített vakcinát állított elő szamárköhögés ellen az Evaston Kórházban (Evasston, Illinois). 1925-ben egy dán orvos, Thorvald Madsen volt az első, aki szélesebb körben is vizsgálni kezdte a teljes sejtes vakcinát. Madsen a vakcinát az Északi-tengerben található Feröer szigeteken kitört járvány megfékezésére használta.

### Vakcina
1932-ben szamárköhögés járvány sújtotta a Georgia állambeli Atlanta városát, amely arra ösztönözte Leila Denmark gyermekorvost, hogy tanulmányozni kezdje a betegséget. Az utána következő 6 évben a munkája megjelent a Journal of the American Medical Association folyóiratban és az Emory Egyetemmel valamint az Eli Lilly & Vállalatával együttműködésben kifejlesztette az első szamárköhögés elleni vakcinát. 1942-ben Grace Eldering, Loney Gordon és Pearl Kendrick kombinálta a teljes sejtes (cellular) szamárköhögés vakcinát diftéria és tetanusz toxoidokkal, és létrehozták az első kombinált DPT (DIphteria PERtussis TEtanus) vakcinát. Annak érdekében, hogy csökkentsék a pertussis komponens által okozott gyakori mellékhatások számát, egy japán tudós Yuji Sato kidolgozta az  acelluláris (sejtet nem tartalmazó) vakcinát, amely tisztított haemogglutinineket (HA) tartalmazott, melyeket a B. pertussis termelt. Sato acelluláris vakcináját 1981-től kezdték el használni Japánban. Az acelluláris vakcina későbbi változatai más országokban a B. pertussis további meghatározott komponenseit is tartalmazták és gyakran a DTaP kombinált vakcináknak is összetevői lettek.

#### Mellékhatás
A 70-es, 80-as években nagy vita bontakozott ki abban a kérdésben, hogy a teljes sejtes vakcina nagyon ritkán okoz-e maradandó agysérülést, amelyet pertussis vakcina encephalopátiának neveztek el. Az állítástól függetlenül az orvosok ajánlották az oltást, mert a közegészségügyi haszna elsöprő volt, és mivel az állítólagos előfordulási arány nagyon alacsony volt (310 000 oltásonként 1 eset, vagy az USA-ban az évi 15 millió oltásból 50 eset), és a pertussis miatti halálozás még mindig magas volt (a szamárköhögés az oltás bevezetése előtt amerikaiak ezreinek halálát okozta).
A vizsgálatok nem találtak ok-okozati összefüggést, majd későbbi vizsgálatok sem találtak semmiféle összefüggést a DPT vakcina és a maradandó agykárosodás között. Az állítólagosan a vakcina által okozott agykárosodásról bebizonyosodott, hogy egy attól független állapot, a gyermekkori epilepszia. Az 1990-es években a Journal of the American Medical Association (JAMA) kiadvány ezt a kapcsolatot „mítosznak” és „képtelenségnek” nevezte.
Az összefüggést nem mutató vizsgálatok kritizálásával és néhány nagy publicitást kapott anekdotajellegű jelentés nyomán, amely a DPT vakcinát okolta maradandó károsodásokért már az 1970-es években elkezdődött a DPT vakcina ellenes mozgalom. A negatív hírek és a félelemkeltés jó néhány országban az átoltottság csökkenését okozta, például Svédországban, az Egyesült Királyságban és Japánban. Ezt a szamárköhögés esetek számának drámai növekedése követte.
Az USA-ban a vakcinák alacsony profitrátája és a vakcinákkal kapcsolatosan indult kártérítési perek növekedése oda vezetett, hogy az 1980-as évek elejére számos gyártó megszüntette a DPT vakcina gyártását. 1982-ben a televízió eladott egy dokumentumfilmet „DPT vakcina rulett” címmel, amely súlyos fogyatékkal élő gyermekek életét mutatta be, amely károsodásokat a riporter, Lea Thompson, tévesen a DPT vakcinának tulajdonított. A folyamatos negatív hír számos, a vakcinagyártók ellen indított perhez vezetett. 1985-re a vakcinagyártóknak már nehézséget okozott felelősségbiztosítást kötni. A DPT vakcinák ára az égbe szökött, ami miatt az egészségügyi szolgáltatók visszafogták a beszerzéseket, így a vakcina elérhetősége is korlátozottá vált. 1985 végére az USA-ban egyetlen gyártó maradt. Annak érdekében, hogy a helyzetet megoldják, a Kongresszus 1986-ban meghozta a „National Childhood Vaccine Injury Act (NCVIA, Védőoltás miatt károsodott gyermekek kárpótlása)” törvényt, amelyben létrehozták szövetségi „no-fault” rendszert a kötelező vakcinák által okozott károsodások kompenzálására. A NCVIA-hoz beadott panaszok nagy része a teljes sejtes DPT vakcina által állítólagosan okozott sérülés volt.
Japánban már 1981-ben bevezették a még biztonságosabb acelluláris vakcinát (a lehetséges mellékhatások miatt fejlesztette ki Yuji Sato), amelyet az USA-ban 1992-ben törzskönyveztek kombinált DTaP vakcina formájában. Az acelluláris vakcina mellékhatásainak száma megegyezik a pertussis komponenst nem tartalmazó Td (tetanusz, diftéria) vakcina által okozott mellékhatások számával.
A B pertussis 4 086 186 bázispárból álló teljes genomját 2003-ban publikálták.

## A szamárköhögés helyzete Magyarországon

### Epidemiológia
1940-től 1953-ig egyre többen kapták el a betegséget Magyarországon. Ekkoriban évi 60 ezer megbetegedést jelentettek be. A Di-Per-Te (DPT, DIphteria PERtussis TEtanus) oltást 1954-ben vezették be az újszülöttek kötelező oltásával. Ezután a betegség fokozatosan visszaszorult; 1985-től 1994-ig 89 megbetegedést észleltek.
2003-tól enyhe növekedés volt tapasztalható a jelentett esetek számában, de ez napjainkban sem igazán haladja meg az évi 20-30 esetet. Időről időre felüti a fejét egy-egy járvány is. 2007-ben Szombathelyről jelentettek egy járványt, amelyben 17 serdülőkorú fertőződött meg. 2013. májusban pedig egy iskolából jelentették 6 ember betegségét, akik közül 5 felnőtt volt. Érkeznek bejelentések családi járványokról is, ahol jellemzően felnőttkorú vagy idős emberek fertőződnek meg és adják tovább a náluk enyhe formában fellépő betegséget a még oltatlan csecsemőknek a családban.

### Oltási rend
Magyarországon a DPT oltást 1954-ben tették kötelezővé. Az 1954 előtt születettek nem kaptak védőoltást, és ha átestek is a betegségen, mára már nem védettek.
Az acelluláris pertussis komponenst tartalmazó kombinált vakcinát 2006 óta 2,3,4 és 18 hónapos korukban kapják a csecsemők a hivatalos oltási rend szerint. A pertussis elleni oltás kombinált: diftéria, tetanusz, gyermekbénulás, szamárköhögés és Haemophilus influenzae B baktérium okozta agyhártyagyulladás elleni komponensekkel együtt kerül beadásra.
6 évesen diftéria, tetanusz, gyermekbénulás, és szamárköhögés elleni komponenseket tartalmazó emlékeztető oltást kapnak a gyermekek.
2009-ben lett kötelező a 11 évesek újraoltása DTap oltóanyaggal.
Magyarországon a DPT oltások teljesítése igen magas. Mivel a baktérium egyetlen gazdája az ember, így ha mindenkit beoltanának, a betegség teljesen eltűnne.
Az utóbbi években mind több megfigyelés mutatja, hogy a pertussis nem csupán a gyermekek betegsége, hanem serdülők és felnőttek körében is előfordul. A felnőttkori fertőzés akár 50%-ban is klinikai tünetek nélkül zajlik, a tünetmentes felnőttek, a csecsemők és gyermekek megbetegedéseinek fertőző forrásai. Emiatt született az Országos Epidemiolgógiai Központ alábbi ajánlása: „Az életkorhoz kötött védőoltások végzésén kívül javasolt a szülők, nagyszülők, különösen a leendő édesanyák számára a szamárköhögés elleni újraoltás”.

## Fordítás
- Ez a szócikk részben vagy egészben  a   Pertussis című angol Wikipédia-szócikk ezen változatának fordításán alapul.  Az eredeti cikk szerkesztőit annak laptörténete sorolja fel. Ez a jelzés csupán a megfogalmazás eredetét és a szerzői jogokat jelzi, nem szolgál a cikkben szereplő információk forrásmegjelöléseként.